# Martin Lövdén
Martin Lövdén född 1972 är en svensk professor vid psykologiska institutionen vid Göteborgs universitet.

## Biografi
Lövdén har studerat psykologi vid universitetet i Salzburg i Österrike och vid universiteten i Lund och Stockholm, samt neurovetenskap vid Karolinska Institutet i Stockholm. Han disputerade 2002 på en avhandling om minnesfunktionen vid stigande ålder. Han har sedan fortsatt forska inom kognitiv neurovetenskap och fokuserat speciellt på hjärnmekanismer bakom inlärning och utveckling. Målet är att upptäcka och beskriva principer för mänsklig inlärning och hur den samverkar med utveckling och åldrande.
År 2012 tilldelades Lövdéns forskargrupp vid Karolinska Institutets ARC - Aging Research Center - ett anslag på drygt en miljon kronor från Lennart "Aktiestinsen" Israelssons Stiftelse Individ och Samhälle till ett projekt för att undersöka effekterna av utbildning på hjärnans minneskapacitet och struktur. I projektet studerades hos försökspersoner en specifik del av hjärnan kallad hippocampus samtidigt som de engagerade sig i vuxenutbildning i främmande språk, med syfte till att öka förståelse för mekanismerna som utbildning har på livslång kognitiv utveckling och åldersrelaterade sjukdomar som demens. Studien kunde inte påvisa någon allmänt förbättrad kognitiv prestation av dessa studieaktiviteter, dock finns det från andra studier viss evidens för att utbildning i ungdomen ger en kognitiv reserv som kan förlänga tiden till dess att minnesförmågan blir otillräcklig.
Lövdén tillträdde i januari 2020 sin anställning som professor på psykologiska institutionen på Göteborgs Universitet, och lämnade då sin tidigare verksamhet på Karolinska Institutet där han ledde psykologisektorn av den tvärvetenskapliga centrumbildningen Aging Research Center (ARC). Han leder nu (2020) forskargruppen Lifespan Development Lab (Lifelab) med syfte att få grundläggande förståelse för åldersrelaterad kognitiv och emotionell hälsa samt genomföra tvärvetenskaplig forskning för att upptäcka samband mellan genetik, hälsa och socio-kulturell påverkan på kognitiv och emotionell hälsa vid stigande ålder.
Lövdéns vetenskapliga publicering har (2020) enligt Google Scholar drygt 9 000 citeringar och ett h-index på 53.